# Onverschrokkenheid
Onverschrokkenheid is de naam van een monument in Albina, Marowijne, Suriname. President Jules Wijdenbosch onthulde het monument op 13 december 1996 ter gelegenheid van het 150-jarig bestaan van de stad.
Het bestaat uit een massief betonnen blok, dat de onverschrokkenheid van de bevolking symboliseert. De stad had het zwaar te verduren tijdens de Binnenlandse Oorlog (1986-1992), vooral in 1986 toen Albina door Ronnie Brunswijk en het Junglecommando werd veroverd en een maand later terug in de handen viel van het Nationale Leger. Door de oorlog werden veel gebouwen beschadigd of door brand verwoest.  De wederopbouw was tijdens het jubileum nog volop aan de gang. Bovenop het monument bevindt zich een plaquette.
Ter gelegenheid van het jubileum werd ook nog een speciale postzegel met de beeltenis van August Kappler uitgegeven. Kappler was de stichter en Albina was de naam van zijn vrouw.